# Красєха Єрофій Никифорович
Красєха Єрофій Никифорович (1 січня 1940, с. Хряськ Маневичівського (раніше Колківського) району Волинської області, Україна) — український географ, ґрунтознавець, геоеколог, доктор біологічних наук(1990), професор, завідувач кафедри географії України Одеського національного університету імені І. І. Мечникова. Керівник наукової школи «Ґрунтоутворювальні процеси в чорноземах степової зони».

## Біографія
1940 — народився в селі Хряськ Маневичівського (раніше Колківського) району Волинської області. Батьки родом із селян Волинського Полісся (батько — Красьоха Никифор Іванович, мати — Красьоха Наталя Кузмінічна). У 1953 р. разом з батьками переїхав в м. Новий Буг Миколаївської області, де в 1956 році закінчив СШ № 1.
1959 — закінчив Новобузький технікум механізації і електрифікації сільського господарства . 1960–1961 рр. — механік, робітник в геолого-розвідувальних експедиціях у Красноярському краю в басейні Підкам'яної Тунгуски.
1961 — вступив на геолого-географічний факультет Одеського державного університету ім. І. І. Мечникова (нині — Одеський національний університет імені І. І. Мечникова), який закінчив 1969 року за фахом фізико-географ. У 1963—1966 роках служив у лавах Радянської Армії.
З 1969 року інженер, у 1971—1977 роках — начальник, 1978—1992 роках — науковий керівник ґрунтової експедиції кафедри ґрунтознавства і географії ґрунтів Одеського університету. В Красноярському краї, Іркутській і Читинській областях Росії було обстежено біля шести мільйонів гектарів земель, на які складені великомасштабні ґрунтові карти. З 1980 до 1992 років проводив дослідження структури ґрунтового покриву з використанням аерокосмічних методів в басейнах Єнісею і Підкам'яної Тунгуски, на Єнісейському кряжі, в межах Східного Саяну, в Прибайкал'ї, на Вітімському нагір'ї. Брав участь у роботах з рекультивації земель в долині р. Колими Магаданської області Росії.
1979 — захистив кандидатську дисертацію на тему: «Сірі лісові ґрунти з другим гумусовим горизонтом в системі структури ґрунтового покриву межиріччя Великої Кеті і Єнісею» (наук. керівник — проф. І. М. Гоголєв, офіційні опоненти: д.б.н. С. С. Трофимов, к.б.н. В. М. Корсунов).
1990 — захистив докторську дисертацію на тему: «Просторова організація ґрунтового покриву Середнього Сибіру» (офіц. опоненти: д.б.н. Ю. І. Єршов, д.геогр.н. Н. А. Караваєва, д.б.н. В. І. Волковінцер).
З 1977 року — старший викладач, з 1981 року — доцент, а з 1992 року — професор кафедри ґрунтознавства і географії ґрунтів; з 1996 року — завідувач кафедри географії України Одеського національного університету імені І. І. Мечникова.

## Наукова діяльність
Основні напрями наукової роботи: теорія ґрунтознавства, ґрунтова картографія, просторова організація ґрунтового покриву, теорія та методи вивчення структури ґрунтового покриву, екологія ґрунтів та екологія землекористування, біосферна етика, історія та філософія взаємовідносин людини і природи.
Впродовж 22 років був начальником і науковим керівником експедицій з вивчення ґрунтового покриву та складання ґрунтових карт Середнього та Східного Сибіру. В Україні в межах Одеської, Запорізької, Херсонської, Миколаївської областей та Автономної Республіки Крим досліджував вплив зрошення на властивості чорноземів і структуру ґрунтового покриву в рамках загального моніторингу зрошуваних земель.
Красєха Є. Н. вперше детально дослідив ґрунти з другим гумусовим горизонтом Приєнісейського Сибіру і запропонував теорію їхньої ґенези; вдосконалив методику великомасштабного ґрунтового знімання з використанням вчення про структуру ґрунтового покриву, методу катен,  полігон-трансектів і ґрунтово-екологічних профілів, методу пластики рельєфу; автор концепції просторово-часової організації ґрунтового покриву і вчення про топологію ґрунтових ландшафтів; автор нової біоцентрично-каскадної теорії педосфери; розвинув та удосконалив концепцію ґрунтоподібних тіл — педолітів.
Голова Одеського відділення Українського товариства ґрунтознавців і агрохіміків.
Автор понад 100 наукових праць.

## Праці
- Почвы подтайги срединного региона Сибири (географо-генетический анализ и перспективы использования) / Е. Н. Красеха, Т. М. Корсунова. – Красноярск : Изд-во Красноярского ун-та, 1985. – 153 с.
- Почвенный покров таежных ландшафтов Сибири / Е. Н. Красеха, В. М. Корсунов, Е. Ф. Ведрова. – Новосибирск : Наука, 1988. — 188 с.
- Пространственная организация почвенного покрова / В. М. Корсунов, Е. Н. Красеха; отв. ред. И. А. Ишигенов ; АН СССР, Сибирское отд-ние, Бурятский ин-т биологии. – Новосибирск : Наука, 1990. – 199 с.
- Методология почвенных эколого-географических исследований и картографии почв / В. М. Корсунов, Е. Н. Красеха, Б. Б. Ральдин ; отв. ред. В. Н. Горбачев ; РАН. – Улан-Удэ : РАН, 2002. – 232 с.
- Картографування грунтового покриву / С. П. Позняк, Є. Н. Красєха, М. Г. Кіт. – Львів : Львівський нац. ун-т ім. І. Франка, 2003. – 498 с.
- Чинники грунтотворення / С. П. Позняк, Є. Н. Красєха. – Львів : Львівський нац. ун-т ім. І. Франка, 2007. – 367 с.
- Основні пріоритети використання і збереження степових екосистем Українського Причорномор'я / Є. Н. Красєха, В. А. Сич // Причорноморський екологічний бюлетень. – 2008. – № 1. – С.74-82.
- Еволюція степових екосистем: ліси, трав'яністі угруповання, чорноземи / Є. Н. Красєха, В. А. Сич // Причорноморський екологічний бюлетень. – 2009. – № 1. – С. 151-159.
- Основні напрямки навчально-методичної та наукової роботи кафедри географії України / Є. Н. Красєха, А. Е. Молодецький [та ін.] // Вісник Одеського національного університету. – 2010. – Т. 15, вип. 5: Географічні та геологічні науки. – С. 113-123.
- Педосфера Земли / В. М. Корсунов, Е. Н. Красеха ; отв. ред.: Л. Л. Убугунов ; РАН, Сиб отд-ние, Ин-т общей и экспериментальной биологии. – Улан-Удэ : Изд-во Бурятского науч. центра СО РАН, 2010. – 471 с.
- Науки про Землю в Одеському (Новоросійському) університеті / Є. А. Черкез, Я. М. Біланчин, Є. Н. Красєха ; наук. ред.: М. О. Подрезова, О. Г. Топчієв ; бібліогр. ред.: В. В. Самодурова ; ОНУ ім. І.І. Мечникова. – Одеса : Астропринт, 2010. – 102 с. – (Розвиток науки в Одеському (Новоросійському ) університеті . Географічні та геологічні науки).
- Біогеографія з основами екології : навч. посіб. для студ. геогр. спец. / Є. Н. Красєха ; ОНУ ім. І. І. Мечникова. – Одеса : Астропринт, 2012. – 569 с.
- Введение в экологическую этику : учеб. пособ. / Е. Н. Красеха ; ОНУ им. И. И. Мечникова. – Одесса : Астропринт, 2016. – 352 с.
- Чорноземи масивів зрошення Одещини / Я. М. Біланчин [та ін.] ; за наук. ред.: Є. Н. Красєха, Я. М. Біланчин ; ОНУ ім. І. І. Мечникова. – Одеса : Одеський нац. ун-т, 2016. – 193 с.